# Stephen Ross Harris

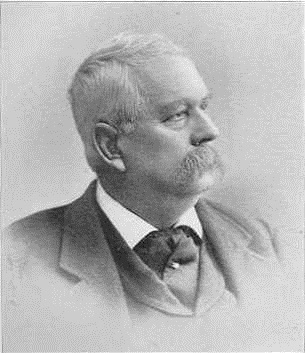
Stephen Ross Harris

Stephen Ross Harris (* 22. Mai 1824 bei Massillon, Ohio; † 15. Januar 1905 in Bucyrus, Ohio) war ein US-amerikanischer Politiker. Zwischen 1895 und 1897 vertrat er den Bundesstaat Ohio im US-Repräsentantenhaus.

## Werdegang
Stephen Harris besuchte die öffentlichen Schulen seiner Heimat sowie danach das Washington College in Pennsylvania, das Norwalk Seminary in Ohio und das Western Reserve College, das damals in Hudson angesiedelt war. Nach einem Jurastudium und seiner 1849 erfolgten Zulassung als Rechtsanwalt begann er in Columbus in diesem Beruf zu arbeiten. Noch im selben Jahr verlegte er seinen Wohnsitz und seine Anwaltskanzlei nach Bucyrus. In den Jahren 1852, 1853, 1861 und 1862 war er dort Bürgermeister. 1861 war er auch Deputy United States Marshal. Ansonsten praktizierte er weiterhin als Anwalt. In den Jahren 1893 und 1894 fungierte er als Vorsitzender der Anwaltskammer von Ohio.
Bei den Kongresswahlen des Jahres 1894 wurde Harris als Kandidat der Republikanischen Partei im 13. Wahlbezirk von Ohio in das US-Repräsentantenhaus in Washington, D.C. gewählt, wo er am 4. März 1895 die Nachfolge von Darius D. Hare antrat. Da er im Jahr 1896 nicht bestätigt wurde, konnte er bis zum 3. März 1897 nur eine Legislaturperiode im Kongress absolvieren. Nach seiner Zeit im US-Repräsentantenhaus praktizierte er wieder als Anwalt in Bucyrus, wo er am 15. Januar 1905 starb. Sein Neffe Ebenezer B. Finley (1833–1916) war ebenfalls Kongressabgeordneter.